# Wachregiment „Feliks Dzierzynski“
Das Wachregiment „Feliks Dzierzynski“ (auch Wachregiment „Feliks E. Dzierzynski“) war ein militärischer Verband und Teil der Bewaffneten Organe der DDR. Es wurde im November 1954 gegründet und unterstand dem Ministerium für Staatssicherheit der DDR. Ab 1967 war es nach Feliks Dzierżyński benannt, dem Gründer der sowjetrussischen Geheimpolizei Tscheka. Es hatte in erster Linie die Aufgabe, Partei- und Staatsobjekte wie die Politbürosiedlung Wandlitz zu bewachen und die Sicherheit führender Repräsentanten der DDR einschließlich ihrer Gäste zu gewährleisten.

## Geschichte

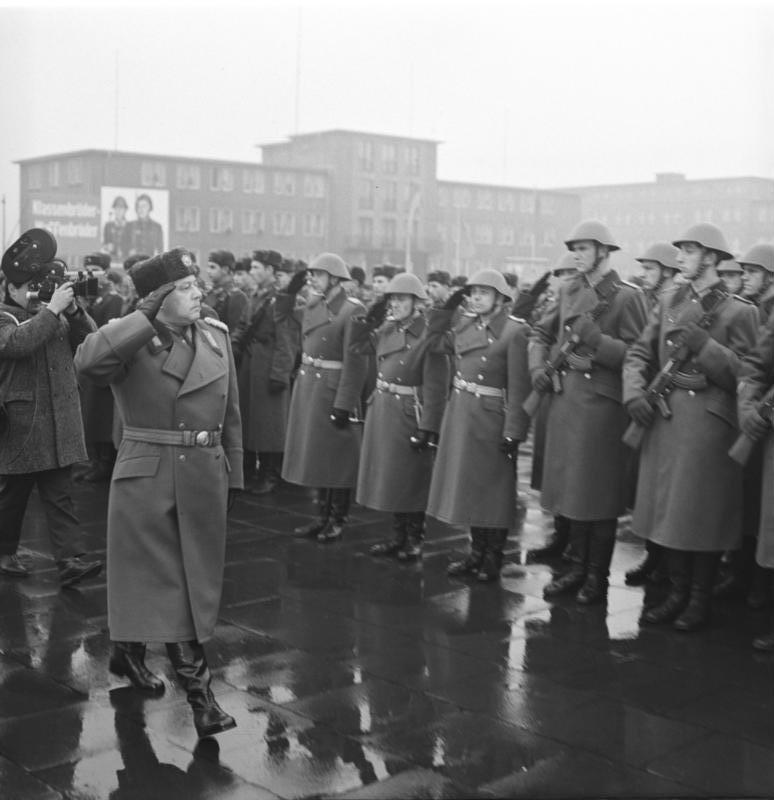
Erich Mielke bei der Verleihung des Namens Feliks Edmundowitsch Dzierzynski am 15. Dezember 1967

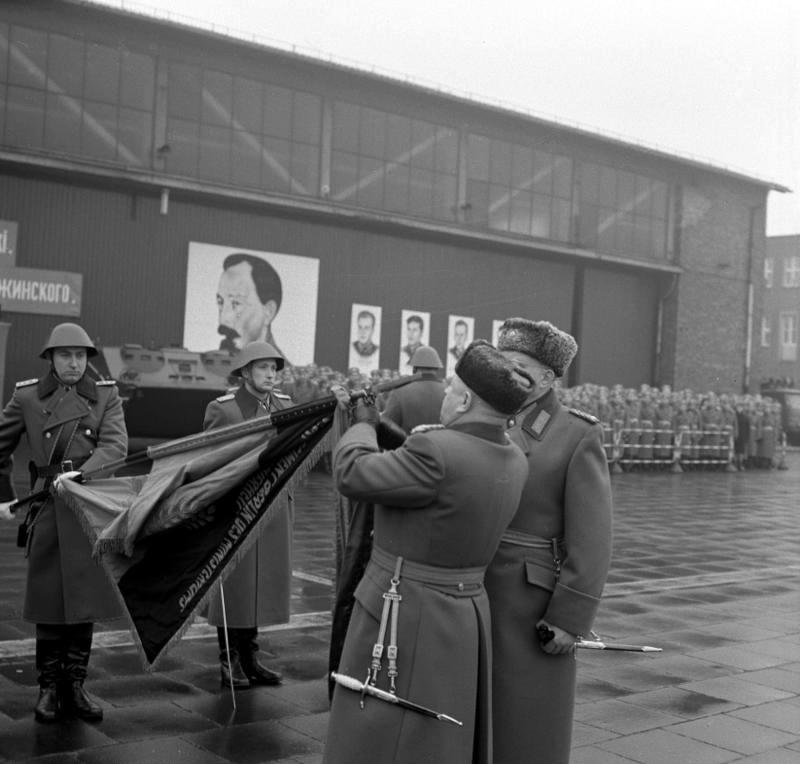
Mielke (2. v. r.) heftet das Namensband an die Truppenfahne des Wachregiments

Das Anfang 1951 entstandene Wachbataillon A beim MfS war an der Niederschlagung des Aufstands vom 17. Juni 1953 beteiligt. Das Wachregiment als militärischer Arm des Ministeriums für Staatssicherheit der DDR wurde dann im November 1954 aufgestellt. Der Stab war in Berlin-Adlershof untergebracht. Einheiten des Wachregiments sicherten unter anderem den Mauerbau in Berlin 1961. Im Jahr 1967 erhielt das Wachregiment den Namen Feliks Dzierzynski. Als die drei Westmächte 1974 diplomatische Beziehungen mit der DDR aufnahmen, leistete das Wachregiment die militärischen Ehren, die bei der Übergabe der Beglaubigungsschreiben an das Staatsoberhaupt üblich sind. Im Westen herrschte nämlich die Rechtsauffassung vor, dass Ost-Berlin kein konstitutiver Bestandteil der DDR sei, vielmehr der Vier-Mächte-Status weiterbestehe und damit auch die Entmilitarisierung. Wiederholt hatten sie gegen Paraden der Nationalen Volksarmee protestiert. Da das Wachregiment „Feliks Dzierzynski“ aber dem MfS unterstellt war, galt es ihnen als bloße Polizeitruppe, und die Botschafter konnten ohne Glaubwürdigkeitsverlust seine Ehrenformation abschreiten.
Ab Mitte der 1980er Jahre unterstand das Wachregiment direkt der Arbeitsgruppe des Ministers Erich Mielke. Ihm unterstanden 1989 mehr als 11.000 Mann. Es wurde nach der friedlichen Revolution in der DDR Anfang 1990 aufgelöst. Im November 2012 wurde auf dem Gelände des ehemaligen Truppenübungsplatzes Teupitz in Massow ein Gedenkstein aufgestellt, der auf Veranlassung des Grundstückseigentümers wenige Tage später wieder entfernt wurde. Die Landesbeauftragte zur Aufarbeitung der Folgen der kommunistischen Diktatur Ulrike Poppe sagte: „In unserer nunmehr freien Gesellschaft können sich die alten MfS-Kameradschaften ungehindert treffen und der Zeit gedenken, in der sie noch Macht über andere besaßen. Aber dass sie nun meinen, in der Öffentlichkeit einen Gedenkstein aufstellen zu können, ist eine Beleidigung jener Menschen, die von den Repressionsmechanismen der Staatssicherheit betroffen waren.“

## Organisation
Weil das Regiment dem Ministerium für Staatssicherheit unterstellt war und damit offiziell nicht den Streitkräften angehörte, konnte es so trotz des Stationierungsverbotes in Zusammenhang mit dem Vier-Mächte-Status in Berlin-Adlershof kaserniert werden. Im Regiment dienten Berufs- und Zeitsoldaten.

### Gliederung
Die Unterteilung war in Kommandos gegliedert (Stand 1980 bis 1989)
- Kommando 1 – Standort in Adlershof sowie Standorte in den Bezirken
- Kommando 2 – Standort in Erkner
- Kommando 3 – Standort in Teupitz
- Kommando 4 – Standort in Eberswalde-Finow, später (Mitte der 1980er Jahre) in Erkner, Alt Stahnsdorf (ca. 1979 bis 1982), Prenden und Biesenthal
- Kommando 5 – Standort bis 1982 Freienbrink, dann Ahrensfelde

Der Standort Ahrensfelde wurde vom Wachregiment erst Mitte Januar 1989 übernommen. Bis dahin war er Unterkunftsobjekt für aus UaZ gebildete Einheiten des Ministeriums für Staatssicherheit (z. B. Sicherungseinheiten der VRD, BdL, HA VI, AGMS). Diese uniformierten Verbände waren ebenso wie die Wach- und Sicherungseinheiten der Bezirksverwaltungen des MfS (BV) keine Untergliederungen des Wachregiments. Teile dieser Einheiten wurden im Januar 1989 in das Wachregiment eingegliedert, weshalb der Standort Ahrensfelde vom Wachregiment übernommen wurde. Bis 1989 hatte das Wachregiment auch keine „Standorte in den Bezirken“. Die Dienstobjekte dort wurden durch die WSE bewacht, die den jeweiligen BV unterstellt waren.
Eine Kompanie bestand aus 100 mot. Schützen zu jeweils drei Zügen und drei Gruppen. Eine Ausnahme bildete der 3. Zug; er bestand aus vier mot. Schützengruppen (MSG). Die 10. MSG einer jeden Kompanie wurde an Panzerabwehrwaffen ausgebildet.

### Standorte

#### Adlershof

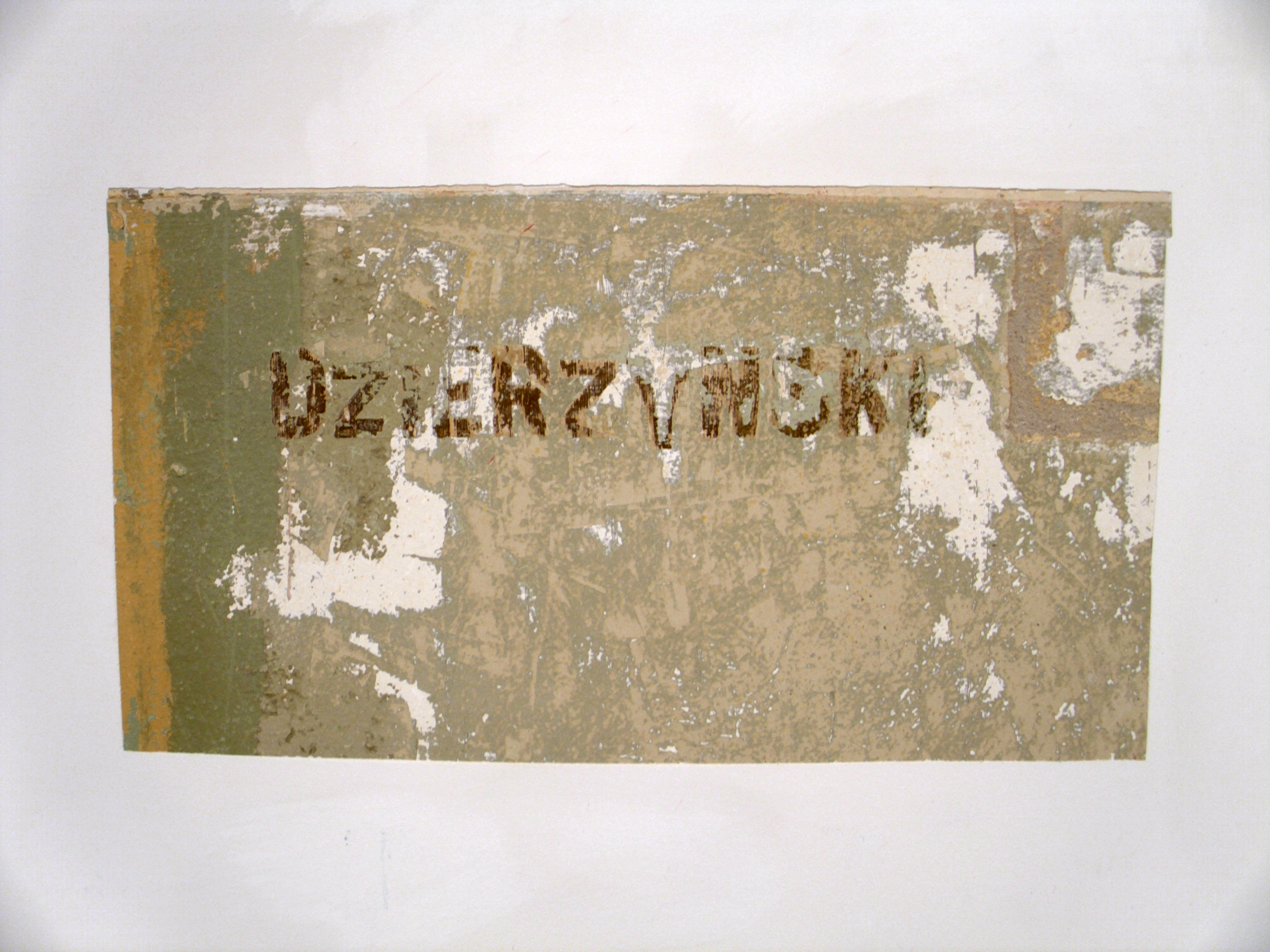
Freigelegter Schriftzug

Fast alle Gebäude wurden nach 1990 abgerissen. Übrig blieben der Exerzierplatz zwischen Rudower Chaussee und die erst nach der Wende neu geschaffene Hans-Schmidt-Straße und die Kasernen ebenda. In ihnen befinden sich heute neben verschiedenen Unternehmen diverse Behörden des Bezirks Treptow-Köpenick (Agentur für Arbeit, Bezirksamt) und eine Musikschule. Im Hauptsitz Hans-Schmidt-Straße 4 befindet sich heute ein vom Senat für kulturelle Angelegenheiten gefördertes Atelierhaus für Künstler. Im zweiten Stock des ehemaligen Hauptbüros wurde 2010 bei Renovierungsarbeiten an einer Wand der in den Putz gemalte Name des Wachregiments freigelegt und unter Denkmalschutz gestellt.

#### Erkner
Im Standort Erkner waren Wacheinheiten untergebracht, die zum Beispiel für folgende Wachobjekte zuständig waren: Waldsiedlung Wandlitz, Oberstes Gericht der DDR, Palast der Republik, Gebäude des ZK der SED, AdM – Amtssitz des Ministerrates sowie das Staatsratsgebäude in Berlin-Mitte; Gosen, Hans-Loch-Straße in Berlin-Lichtenberg (Fahrbereitschaft MfS; seit 1992 Sewanstraße), Zentrale des Ministeriums für Staatssicherheit mit Dienstkomplex Normannenstraße und Teilobjekt Gotlindestraße, Siegfriedstraße, Regierungskrankenhaus der DDR in Berlin-Buch sowie in Groß Dölln in der Schorfheide, in Berlin-Alt-Hohenschönhausen und Schloss Niederschönhausen. Mit beginnender Auflösung des MfS/AfNS kam noch das Objekt der Geophysik in Berlin-Karlshorst dazu.
Der Standort in Erkner war ab Mitte der 1980er Jahre Sitz des Stabs von Kommando 4. Die Wacheinheiten befanden sich jedoch in Prenden und Biesenthal.

### Personalentwicklung
Die Mannstärke des Wachregiments betrug:
| 1955: | 1.475  |
| 1960: | 4.372  |
| 1965: | 5.121  |
| 1970: | 7.924  |
| 1975: | 9.245  |
| 1980: | 10.082 |
| 1985: | 10.192 |
| 1989: | 11.426 |

Damit besaß der aus Traditionsgründen nach wie vor als „Regiment“ bezeichnete Verband ab etwa 1980 faktisch Divisionsstärke.

### Führung
Kommandeure des Wachregiments waren:
- bis 1959: Oberstleutnant Walter Liebig[3]
- 1959 bis 1962: Günter Wolf[4][5][6]
- 1962 bis 1972: Generalmajor Heinz Gronau
- 1972 bis 1987: Oberst (ab 1976 Generalmajor) Bernhard Elsner
- 1987 bis 1990: Generalmajor Manfred Döring

## Ausrüstung

### Uniform

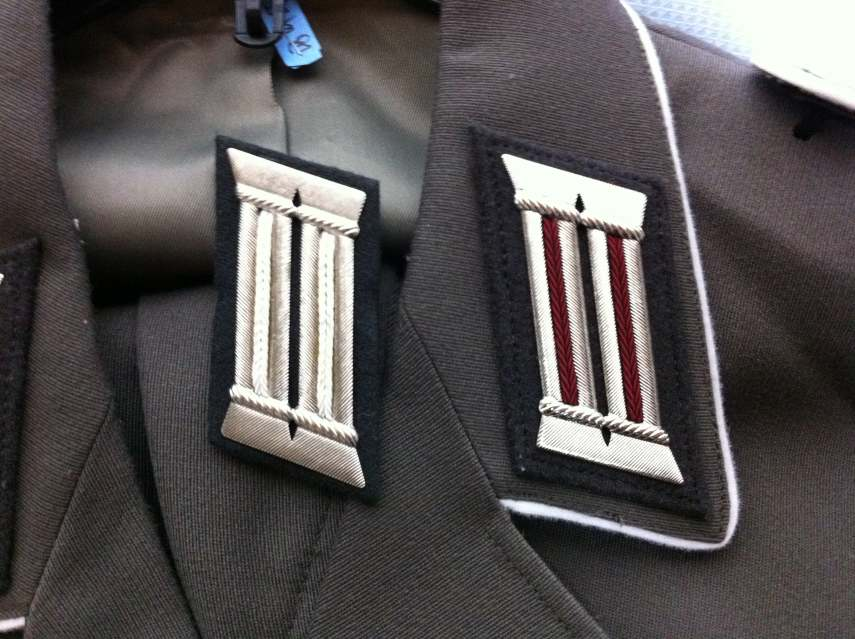
Kragenspiegel für Offiziere und Fähnriche (links NVA, rechts Wachregiment)

Die Dienst- bzw. Ausgangsuniform des Regiments war eine NVA-Uniform aus qualitativ hochwertigem (Offiziers-)Stoff und braunem (Offiziers-)Lederkoppel. Kragenspiegel mit bordeauxroter Kantillenfüllung. Der linke Ärmel war mit einem Ärmelstreifen und der Aufschrift „Wachregiment F. Dzierzynski“ versehen.
Soldaten der MOS-Einheiten hatten typischerweise folgende persönliche Uniformen:
- 1× Dienstuniform (Schirmmütze, Uniformjacke, Paradehose (Stiefelhosen, auch „Reiterhosen“ genannt), Hemd grau, Binder, Offizierstiefel genarbt, braunes Koppel, im Winter Mantel, bei großer Kälte Schaffellmantel natur [hell] ohne Rangabzeichen)
- 1× Ausgangsuniform (Schirmmütze, Uniformjacke, Ausgangshose, Hemd grau, Binder, im Winter Mantel, Halbschuhe, braunes Koppel)
- 1× Felddienstuniform Sommer („ein Strich, kein Strich“, Stahlhelm („Eierschale“)/Käppi, graues Gurtkoppel, Offizierstiefel genarbt)
- 1× Felddienstuniform Winter (wattierte Hose und Jacke mit Webpelzkragen, einfarbig – olivgrün, Pelzmütze, graues Gurtkoppel, Offiziersstiefel genarbt, bei großer Kälte Filzstiefel)
- 1× Sonderdienstuniform (Uniformjacke, Paradehose (Stiefelhosen, auch „Reiterhosen“ genannt), Hemd grau, Binder, Offizierstiefel glatt, Koppel, Berufsunteroffiziersausführung mit mindestens Unteroffiziersschulterstücken (auch wenn der betreffende Soldat nur Soldat auf Zeit war und vom Rang nur Soldat – nach der Grundausbildung waren allerdings alle als Gefreite qualifiziert.) (nicht im persönlichen Schrank))
- 1× Drillich (Arbeitsuniform)
- 1× Dienstuniform Winter
- 1× Sportanzug lang „Dynamo“ in Weinrot, schwarze Turnschuhe

Im Kommando 4 – Eberswalde-Finow bei Bernau, Alt Stahnsdorf, Prenden und Biesenthal trugen UaZ, Berufsunteroffiziere und Berufsoffiziere reguläre Uniformen der NVA mit der Waffenfarbe schwarz (Pioniere) und weiß (motorisierten Schützentruppen) zur Tarnung des Wachregimentseinsatzes. Die Objekte Prenden und Alt Stahnsdorf wurden vom 11. bzw. 12. MSB (Mot.-Schützenbataillon) bewacht, Legende NVA weiß. Die Bausoldaten in Biesenthal und Altenberg (Bobbahn) waren schwarz legendiert. Bei Eintritt erhielten die Mannschaften des Kommando 4 ein Duplikat des Wehrdienstausweises mit NVA-Einträgen. Dieser wurde bei der Entlassung wieder eingezogen.

### Zivilkleidung

#### Dienstlich
Die Zivilkleidung wurde für Einsätze aus der Kleiderkammer ausgegeben und war ziemlich einheitlich ausgerichtet. Sie war oft für vermeintlich „Jugendliche“ untypisch, sodass die Kleidung nicht selten auffällig war. Die Zivilkleidung sollte ohnehin keine Tarnfunktion erfüllen, da die Anwesenheit von Sicherheitskräften im Gegenteil recht offen gezeigt wurde, was genau eine der Aufgabenstellungen des Wachregiments Feliks Dzierzynski war. Getarnte Einsatzkräfte wurden vielfach zusätzlich postiert und blieben den Soldaten des Wachregiments unbekannt. Spätestens ab 1987 wurde auf entsprechenden Einsätzen nur noch private Zivilkleidung getragen.

#### Privat
Urlaub bekamen die Angehörigen nach der Grundausbildung laut Dienstvorschrift: unverheiratete Angehörige sollten demnach einmal in sechs Wochen, verheiratete Angehörige alle vier Wochen einen „VKU“ (Verlängerten Kurzurlaub) erhalten. Dieser dauerte in der Regel von Freitagmittag bis zum darauf folgenden Dienstagfrüh 6:00 Uhr und musste in Uniform angetreten werden. Einmal im Jahr erhielt der Angehörige zudem Jahresurlaub. Erst später (Unteroffizieren in Offiziersdienststellungen wurde das regelmäßig genehmigt) war es den SaZ und UaZ im Ausgang gestattet, private Zivilkleidung zu tragen. Von der Zivilbevölkerung wurden die Einheiten des Wachregiments mit dem Bau der Berliner Mauer in Verbindung gebracht. Nach Schikanierungen in Berliner Gaststätten und Tanzlokalen sowie Übergriffen auf Angehörige des Wachregiments in Ost-Berlin durfte ab 1987 der Ausgang nur noch in ziviler Kleidung erfolgen.

### Bewaffnung und Ausrüstung
Das Wachregiment war mit Schützenwaffen (Pistole Makarow, Walther PP, Kalaschnikow AK-47 (DDR-Produktion KMS-72), AK-74, LMG, RPG-7) bis hin zu leichten Schützenpanzerwagen (SPW 60 PB, SPW 70, PSH) ausgestattet.
Im Kommando 3 (stationiert am Truppenübungsplatz Teupitz – TÜT) gab es außerdem ein Bataillon mit Sonderbewaffnung.
Es bestand aus einer Kompanie (1987 in eine Schützenkompanie umformiert), die mit dem rückstoßfreien schweren Panzer-Abwehr-Geschütz SPG-9 bewaffnet war, einer mit schweren Maschinengewehren ausgerüsteten Kompanie, 31. MSK mit 2 Zügen SMG und einem Scharfschützenzug, ausgerüstet mit dem SSG Dragunow, sowie der mit 70-mm-Fliegerabwehr-Raketen bewaffneten „Strela-2“-Kompanie.
Bis 1982 gab es auch eine Artillerie-Abteilung. Diese war mit der 152-mm-Kanonenhaubitze bewaffnet. Früher hatte sie auch 85-mm-PaK D-44 sowie Granatwerfer der Kaliber 82 mm und 120 mm im Bestand.
Die Reguliererkompanie RSK war zusätzlich mit der AKS-74 ausgerüstet, um die Schulterstütze einklappen zu können. Zumindest in den 1970er Jahren waren das damalige Aufklärungsbataillon, die Granatwerferbatterien und das I-Bataillon mit Kalaschnikow in der S-Variante ausgestattet. Sondereinheiten wie die Ehrenkompanien (28. und 29. MSK des 10. MSB) waren zusätzlich zu den oben genannten Waffen mit Karabinern sowie Säbeln ausgestattet. Das Kdo-A (Aufklärer)-untergebracht im Kdo.1 – Adlershof, hatte auch die kleine Maschinenpistole Skorpion aus tschechoslowakischer Produktion zur Verfügung.
Die Bewaffnung auf Wachgängen bestand aus der AK-74 sowie 90 Schuss scharfer Munition. In der Magazintasche befanden sich bei Unterbringung im Waffenschrank ein Leermagazin und drei volle Magazine. Während der Verlegungen wurde das Leermagazin in die Waffe eingesetzt, auf Wachgängen ein gefülltes Magazin. Turmposten trugen eine Pistole Makarow (9 mm Makarow) oder die AK-74 mit Kampfsatz. In den Einheiten wurden die Waffen in Waffenkammern abgegeben. Auf den Wachen gab es individuelle Lösungen – von der Waffenkammer bis zum Waffenschrank. Bei erhöhter Alarmbereitschaft waren die Waffen immer „am Mann“.
Den Wachsoldaten der Waldsiedlung war es anfänglich im Ernstfall nicht erlaubt, in das Objektinnere zu schießen. Später kam Munition zum Einsatz, welche eine sehr hohe „Mannstoppwirkung“ hatte. Sollte ein Eindringling den Postenweg direkt hinter der Mauer überwunden haben, musste er verfolgt werden. Zur Überwältigung war anfänglich der Einsatz der Schusswaffe untersagt. Anstatt dessen sollten Bajonett (Seitengewehr) oder Gewehrkolben benutzt werden.
Die Munition wurde in regelmäßigen Abständen auf Vollzähligkeit geprüft. Dazu wurden die Sichtfenster an den Magazinen genutzt, teilweise auch sogenannte Messeinheiten, Metallstäbe, die dann hinter der Munition ins Magazin eingeführt wurden – das wurde vom Vorgesetzten kontrolliert und dokumentiert.
Für Großveranstaltungen gab es als Zusatzausrüstung Schlagstöcke (flexibel), ab 1989 Schlagstock (fest), Schilde und Helme sowie Knebelketten.

### Transport
Für Mannschaftstransporte standen hauptsächlich LKW vom Typ W50 und des Herstellers Uralski Awtomobilny Sawod bereit. Im Design entsprachen diese den Fahrzeugen der NVA, trugen jedoch das amtliche Kennzeichen der Volkspolizei mit den übereinander angeordneten Buchstaben VP. Bei Veranstaltungen wurden Ikarus-Busse eingesetzt.